# Ramela
Ramela is een plaats (freguesia) in de Portugese gemeente Guarda en telt 239 inwoners (2001).